# Muriel Mohr
Muriel Mohr (Aschheim, 30 settembre 2006) è una sciatrice freestyle tedesca, specializzata in slopestyle e big air.

## Biografia
Attiva in gare FIS dal 2020 e specializzata in big air e slopestyle, Mohr ha esordito in Coppa del Mondo il 5 marzo 2022, classificandosi 4ª nello slopestyle di Bakuriani vinto dalla canadese Megan Oldham. Il 18 ottobre 2024 ha ottenuto il suo primo podio nel massimo circuito, concludendo in 3ª posizione il big air di Coira vinto dalla svizzera Mathilde Gremaud.

## Palmarès

### Mondiali juniores
- 5 medaglie:
  - 2 ori (slopestyle a Cardrona 2023; slopestyle a Livigno/Mottolino 2024)
  - 3 argenti (big air, slopestyle a Krasnojarsk 2021; big air a Livigno/Mottolino 2024)

### Coppa del Mondo
- Miglior piazzamento nella Coppa del Mondo generale di freestyle: 36ª nel 2023
- 2 podi:
  - 2 terzi posti